# ʿUdhritische Liebe

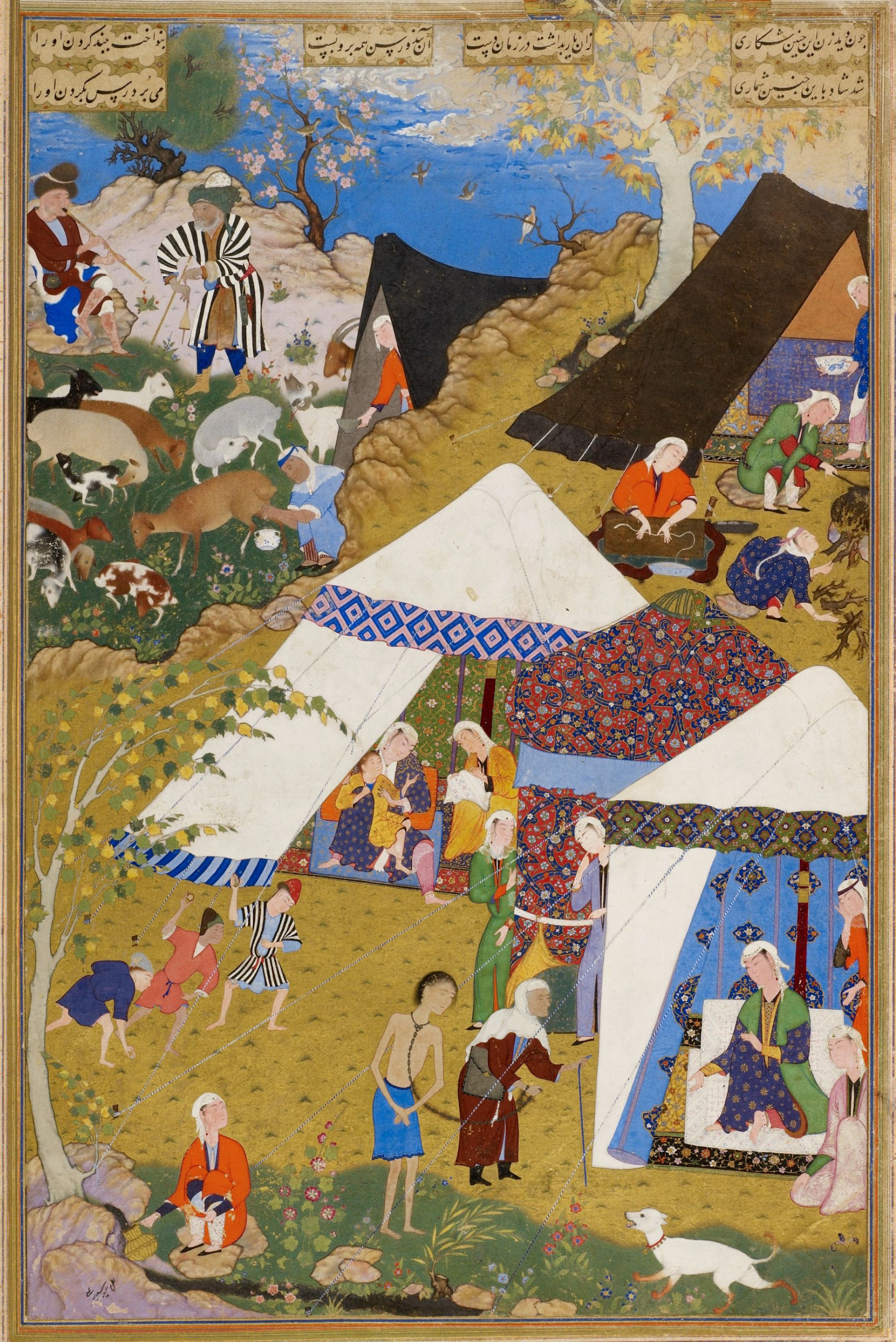
Madschnun wird in Ketten vor Laylī geführt. Illustration aus einer Chamsa von Nizāmī, ca. 1540.

Die ʿudhritische Liebe (arabisch الحب العذري, DMG al-ḥubb al-ʿuḏrī) ist ein Thema der klassischen arabischen Poesie und Prosa. Sie ist gekennzeichnet durch das leidenschaftliche Verlangen nach einer unerreichbaren Geliebten, Keuschheit und Treue bis in den Tod. Das Sujet entstand im Kern bereits in vorislamischer Zeit, entwickelte sich aber im Wesentlichen im siebenten Jahrhundert unter den Dichtern des arabischen Stammes der Banū ʿUdhra weiter. Von den vielen verschiedenen Geschichten aus dem Themenbereich der ʿudhritischen Liebe hat sich Nizāmīs Version von Laylā und Madschnūn außerordentlich weit verbreitet und ist von zahlreichen anderen Dichtern nachgeahmt worden. Die Idee von der ʿudhritischen Liebe hatte sowohl auf die islamische Philosophie als auch auf die Mystik Einfluss.
Im 19. Jahrhundert wurde die ʿudhritische Liebe auch in Europa bekannt. Stendhal berichtete 1822 in seiner Abhandlung De l’amour von der Liebe im Stamm der „Benou-Azra“ Heinrich Heine verarbeitete die Idee von der ʿudhritischen Liebe, die er nicht nur durch das Werk Stendhals, sondern auch durch eine Übersetzung von Dschāmīs Madschnūn und Laylā kannte, in dem Gedicht Der Asra (1846).

## Herkunft der Bezeichnungʿudhritisch
Das Adjektiv „ʿudhritisch“ ist in Anlehnung an ʿudhrī, die Nisba des Stammesnamens der Banū ʿUdhra, gebildet. Die Banū ʿUdhra waren ein kleiner arabischer Stamm im nördlichen Hedschas. Statt „ʿudhra“ finden sich im Deutschen auch die Schreibungen Asra, Azra und Odhra. Ob es für die Entstehung der Bezeichnung „ʿudhritische Liebe“ von Bedeutung war, dass ʿudhra im Arabischen „Jungfräulichkeit“ bedeutet, lässt sich heute nicht mehr feststellen.

## Inhalt ʿudhritischer Liebesgeschichten
Die ʿUdhritenerzählungen spielen im beduinischen Milieu und haben alle einen ganz ähnlichen Kern: Der Liebende verliebt sich in jugendlichem Alter in seine Cousine oder ein Mädchen aus einem anderen Stamm. Der Vater des Mädchens will ihm seine Tochter aber nicht geben, oder er verspricht sie ihm, bricht aber sein Versprechen. In manchen Geschichten kommt es zwar zur Heirat, doch aufgrund ihrer Unfruchtbarkeit werden sie von seiner Familie zur Trennung gezwungen.
Sollten sich die Liebenden tatsächlich noch einmal sehen, vergießen sie viele Tränen, fallen in Ohnmacht oder singen sich gegenseitig Liebeslieder vor. Der Liebende will nichts anderes als die Geliebte sehen und mit ihr sprechen, wobei die beiden die Regeln des Anstands einhalten. In einigen Geschichten führen weitere Besuche bei der Geliebten dazu, dass der Stammeschef oder eine andere Autoritätsperson dem jungen Mann mit dem Tode droht, sollte er sich nicht vom Lager ihrer Familie fernhalten. Beide halten trotz aller Aussichtslosigkeit und Hoffnungslosigkeit an ihrer Liebe fest und bleiben ihr Leben lang keusch, auch wenn sie mit anderen verheiratet werden. Die Trennung stürzt die Liebenden in Verzweiflung, die zu Krankheit oder, bei dem Helden der Geschichte, zu Wahnsinn und letztlich zum Tod führt. Keiner von beiden will nach dem Tod des anderen noch weiter leben.
In der Abbasidenzeit wird der Handlungsablauf in manchen Geschichten dahingehend modifiziert, dass sich der Dichter gänzlich von der Realität abwendet und so von der Phantasiegestalt seiner idealisierten Geliebten erfüllt ist, dass er die wirkliche Vereinigung mit ihr gar nicht mehr anstrebt. Er zieht den Tod der Erfüllung vor.

## Der Ursprung der ʿudhritischen Liebesdichtung
Die Essenz der ʿudhritischen Liebesgeschichten, auch wenn die Themen, Motive und Bilder zum großen Teil schon in vorislamischer Zeit erkennbar sind, geht auf eine ganze Anzahl von Dichtern in der Umayyadenzeit zurück. Einer der ersten Vertreter war ʿUrwa ibn Hizām (gest. ca. 650), der Verse über seine unerwiderte Liebe zu seiner Cousine ʿAfrāʾ verfasste. Seine Liebesgeschichte verwendeten andere ʿudhritische Dichter als Muster. Von ʿUrwa ibn Hizām sind allerdings nur wenige Verse erhalten. Die wesentliche Grundlage für Untersuchungen des frühen ʿUdhrī-Ghasels bildet der Diwan von Dschamīl ibn Maʿmar (gest. 701), der seine unerfüllbare Liebe zu Buthaina beklagt. Sowohl ʿUrwa ibn Hizām als auch Dschamīl ibn Maʿmar gehörten zum Stamm der Banū ʿUdhra, es gab aber auch Dichter aus anderen Stämmen, die sich durch ʿudhritische Ghaselendichtungen hervortaten. Sie alle listet Ende des 8. Jahrhunderts Ibn al-Washshāhʾ (gest. 936) auf:

„Was aber die Dichter anlangt, die geliebt haben, so vermag sie keine Zahl zu begrenzen, und niemand kann sie zählen. Die meisten der Araber-Beduinen, nein alle, haben geliebt. Hier sollen von ihnen nur diejenigen genannt werden, die durch ihre besondere Leidenschaft und starke Zuneigung berühmt geworden sind. So liebte Qais ibn al-Mulawwah, der Madschnūn Banū ʿĀmīr, die Lailā, Qais ibn Dharīh liebte Lubnā, Tauba ibn al-Humayyir liebte die Lailā l-Akhyaliyya, Kuthayyir ibn ʿAbd ar-Rahmān al-Chuzāʿī liebte ʿAzza, Dschamīl ibn ʿAbdallāh ibn Maʿmar liebte Buthaina, al-Muʾammal liebte adh-Dhalfāʾ, al-Muraqqish der Ältere liebte Asmāʾ, al-Muraqqish der Jüngere liebte Fātima bint al-Mundhir, ʿUrwa ibn Hizām al-ʿUdhrī liebte ʿAfrāʾ, ʿAmr ibn ʿAdschlān liebte Hind, (…) Abū l-ʿAtāhiya liebte ʿUtba, al-ʿAbbās ibn al-Ahnaf liebte Fauz und Abū sh-Shīs liebte Umāma.
   Diese Liebespaare sind nur einige wenige von all den vielen, die da liebten. (…) Für jeden von ihnen gibt es die verschiedensten Gründe ihrer Liebe, gibt es die wunderbarsten Geschichten über ihre Sehnsucht.“

Da fast alle diese Dichter in späterer Zeit Helden von romantischen Liebeserzählungen geworden sind, hat sich viel Legendarisches um die Personen gewunden, aus dem sich der historische Kern nur noch schwer oder gar nicht mehr herauslösen lässt. Bei Dschamīl ibn Maʿmar (gest. 701/702) handelte es sich zweifellos um eine reale Persönlichkeit, ebenso bei Waddāh al-Yaman (gest. ca. 710) und wahrscheinlich auch bei Qais ibn Dharīh (gest. ca. 690). Dagegen ist die Historizität von Qais ibn al-Mulawwah, der als Madschnūn Lailā bekannt ist, bereits in frühen arabischen Quellen angezweifelt worden. Fuat Sezgin weist darauf hin, dass sein Name schon im späten 8. Jahrhundert nicht mehr mit Sicherheit festzustellen war. Ewald Wagner und andere ordnen ihn eindeutig als Erfindung ein.
Es lässt sich also bei einigen Dichtern nicht ermitteln, ob es sich um reale Persönlichkeiten handelt, oder nicht. Ebenso ist es kaum möglich, sichere Aussagen über die Zuschreibung der Liebesgedichte zu machen. Nach Aussage von Wagner gibt es „kaum ein Gedicht, das nicht ganz oder teilweise verschiedenen Dichtern in den Mund gelegt wird.“

## Die ʿudhritische Liebe in Werken des 7. bis 12. Jahrhunderts
Einzelne ʿudhritische Ghaselen wurden schon in der Umayyadenzeit mit kurzen Kommentaren versehen, um die Verse einzuordnen. Auf diese Weise bildeten sich kleine Einzelerzählungen heraus. Mit Beginn der Abbasidenzeit begann man, ʿudhritische Ghaselen und andere Gedichte zu sammeln und sie mit Anekdoten zu erweitern, die sich in irgendeiner Weise auf das Gedicht bezogen. Es entstanden romantische Geschichten, deren Helden die frühen ʿUdhritendichter und ihre Geliebten waren. Dabei hat man allerdings die ʿudhritische Liebe mit einem, wie Jacobi schreibt, „höfischen“ Geschmack durchtränkt und in eine idealisierte beduinische Vergangenheit projiziert. Die Biographien der Dichter wurden mit allerhand legendären Details versehen und von den darin präsentierten Gedichten stammen vermutlich die wenigsten von den in der Erzählung beschriebenen Helden.
Das Interesse an romantischen Themen, insbesondere an solchen aus dem Beduinenleben, fand einen Höhepunkt im frühen 10. Jahrhundert. In dieser Zeit entstand eine neue Kategorie von Werken, die der Öffentlichkeit Geschichten über unglücklich Liebende aus allen Gesellschaftsschichten präsentierten. Dazu gehören das Kitāb az-Zahra von Muhammad b. Dāwūd az-Zāhirī (gest. 909) und das Maṣāriʿ al-ʿuššāq („Der Untergang der Liebenden“) von Ibn as-Sarrādsch (gest. 1106). Bücher aus dieser Kategorie, die bis in das späte 16. Jahrhundert hinein verfasst wurden, überschneiden sich zuweilen mit Büchern zur mystischen Liebe.
Die Nachfrage nach romantischen Erzählungen förderte die Entstehung neuer Geschichten, die noch immer an die Inhalte der frühen ʿUdhritendichtung anknüpften. Dabei war die Beliebtheit solcher Werke nicht nur auf das Zentrum beschränkt geblieben, sondern hatte sich über das gesamte Reich ausgedehnt. Von Al-Mansūr im späten 10. Jahrhundert in Andalusien ist bekannt, dass er ein großer Freund solcher Geschichten war, und weit im Osten hat der persische Dichter ʿAyyūqī sein Masnawī Warqa und Gulschah dem ghaznavidischen Herrscher Mahmud von Ghazni gewidmet. Das Werk lehnt sich an die frühe ʿudhritische Dichtung von ʿUrwa b. Hizām und der Liebe zu seiner Cousine ʿAfrāʾ an.

## Belege
1. 1 2 3 4 5 6 7 8  Jacobi: ʿUdhrī. In: Encyclopaedia of Islam, Second Edition.
2. ↑  Stendhal (Henri Beyle): De l'amour. Didier, Paris 1853, S. 213.
3. ↑  A. Th. Hartmann: Medschnun und Leila. Ein persischer Liebesroman von Dschami. Aus dem Französischen übersetzt, mit einer Einleitung, Anmerkungen und drei Beilagen versehen von Anton Theodor Hartmann. Amsterdam 1808. (Digitalisat)
4. ↑  Fendri: Halbmond, Kreuz und Schibboleth. S. 100 und S. 142.
5. ↑  Fendri: Halbmond, Kreuz und Schibboleth. S. 142–143.
6. ↑  Bürgel: Liebesrausch und Liebestod. S. 40.
7. ↑  Seyed-Gohrab: Laylī and Majnūn. S. 64–65.
8. ↑  Enderwitz: Liebe als Beruf. S. 18–19.
9. ↑  Seyed-Gohrab: Laylī and Majnūn. S. 63.
10. ↑  Es folgen 19 weitere Dichter und ihre Geliebten.
11. ↑  Ibn al-Waššāʾ: Das Buch des buntbestickten Kleides. Ein Anstandsbuch des arabischen Mittelalters. Aus dem Arabischen von Dieter Bellmann. Gustav Kiepenheuer, Leipzig und Weimar 1984, S. 94–95.
12. ↑  Wagner: Grundzüge der klassischen arabischen Dichtung. S. 68.
13. ↑  Fuat Sezgin: Geschichte des arabischen Schrifttums. Bd. 2 (Poesie), Leiden 1975, S. 389.
14. ↑  Wagner: Grundzüge der klassischen arabischen Dichtung. S. 68–69. Jacobi: ʿUdhrī. In: Encyclopaedia of Islam, Second Edition. Enderwitz: Liebe als Beruf. S. 16.
15. ↑  Wagner: Grundzüge der klassischen arabischen Dichtung. S. 69.
16. ↑  Kračkovskij: Frühgeschichte der Erzählung von Macnūn und Lailā. S. 36–37.
17. 1 2  Kračkovskij: Frühgeschichte der Erzählung von Macnūn und Lailā. S. 39.
18. ↑  Kračkovskij: Frühgeschichte der Erzählung von Macnūn und Lailā. S. 36.
19. ↑  Nachwort von Alexandra Lavizzari in: Ayyuqi. Qarqa und Gulschah. Aus dem Persischen übertragen von Alexandra Lavizzari. Manesse, Zürich 1992, S. 176–177.
20. ↑  Seyed-Gohrab: Laylī and Majūn. S. 64.